# 伊予出石站
伊予出石站（日语：／ Iyo-izushi eki */?）是位在日本愛媛縣大洲市、隸屬於四國旅客鐵道（JR四國）的鐵路車站。車站編號為S13。現時主要停靠普通列車。
車站最初名稱為「上老松站」，1950年因應附近設有四國八十八箇所之一的出石寺，改為現站名—儘管在當時的日本國鐵或現在各JR系統中，均沒有其他車站稱為「出石站」。

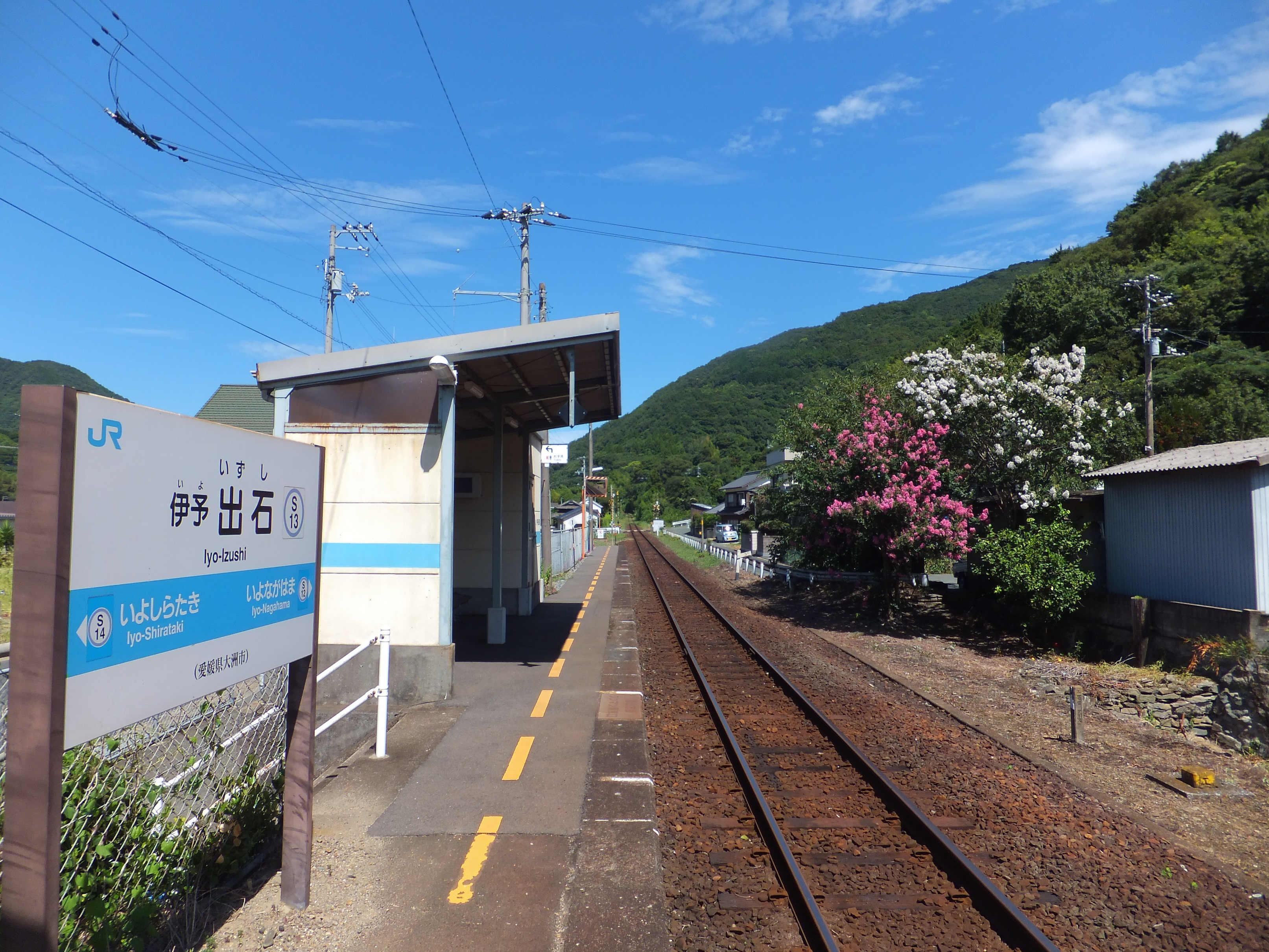
月台（2020年8月）

## 車站結構
現時為簡易車站模式，與五郎站的規格相同。原有站舍已被拆去，改在月台上興建多功能式候車亭代替，設有洗手間及儲物室，並在旁邊改建部份月台為出入用的樓梯。而月台前方的空地則為舊有的站舍。
只設有側式月台1個，為列車不可交換月台，有效月台為4輛。月台末端向伊予長濱站方向仍遺留舊貨物列車停泊軌道及貨物月台的痕跡。
列車停靠時，往松山方向為左側開門；往伊予大洲方向為右側開門。

### 月台配置
| 路線                    | 方向 | 目的地                       |
| ----------------------- | ---- | ---------------------------- |
| ■予讚線（愛之伊予灘線） | 上行 | 伊予市、松山方向             |
| ■予讚線（愛之伊予灘線） | 下行 | 伊予大洲、八幡濱、宇和島方向 |

## 歷史
- 1918年2月14日：隨愛媛鐵道長濱町站（即現時伊予長濱站）～大洲站（即現時伊予大洲站）開業而啟用，最初定名為「上老松站」。
- 1933年10月1日：愛媛鐵道國有化，改為國鐵屬下車站[3]。
- 1935年10月6日：下灘站至伊予長濱站開通，改軌道間距，並改編入予讚本線。
- 1950年4月1日：車站改稱「伊予出石站」。
- 1971年11月6日：車站無人化。
- 1986年3月3日：予讚線新線開通，特急列車改經內子線及新線。
- 1987年4月1日：日本國鐵分割民營化，車站的營運由JR四國繼承。

## 相鄰車站
四國旅客鐵道（JR四國）
■予讚線（愛之伊予灘線）
伊予長濱（S12）－伊予出石（S13）－伊予白瀧（S14）